# HD113385
HD113385 — хімічно пекулярна зоря спектрального класу F0, що має видиму зоряну величину в смузі V приблизно  9,1.
Вона  розташована на відстані близько 784,0 світлових років від Сонця.